# Битритто
Битритто (итал. Bitritto) — коммуна в Италии, располагается в регионе Апулия, в провинции Бари.
Население составляет 10 530 человек (2008 г.), плотность населения составляет 619 чел./км². Занимает площадь 17 км². Почтовый индекс — 70020. Телефонный код — 080.
В коммуне особо празднуется явление Пресвятой Богородицы в Константинополе, в честь чего написано изображение, именуемое является изображение Божией Матери, именуемое как Мария Константинопольская (Maria ss. di Costantinopoli), празднование в первый вторник марта.

## Демография
Динамика населения:

## Администрация коммуны
- Официальный сайт: http://www.comune.bitritto.ba.it/